# الركن الشمالي ميتساميولي
الركن الشمالي ميتساميولي هو نادي كرة قدم قمري يقع مقره في ميتساميولي، جزر القمر. يلعب الفريق في دوري جزر القمر الممتاز. فاز بلقب الدوري المحلي 7 مرات في تاريخه.

## وصلات خارجية
- نتائج كأس رابطة 2012 - يومية الفجر